# Nataša Bekvalac
Nataša Bekvalac (en serbe cyrillique : Наташа Беквалац ; née le 25 septembre 1980 à Novi Sad) est une chanteuse pop serbe.

## Carrière
Le père de Nataša Bekvalac, Dragoljub Bekvalac, est un ancien footballeur devenu entraîneur et sa sœur, Kristina Bekvalac, est une célèbre style de mode.
En 2001, son premier album Ne brini (Ne t'inquiète pas) est nommé pour le meilleur album de l'année de la République fédérale de Yougoslavie. Son titre Nikotin (Nicotine) est nommé pour le titre de la meilleure chanson d'une artiste serbe du millénaire[réf. nécessaire]. En 2003, son second album, Ništa lično (Rien de personnel), remporte aussi un grand succès avec le titre Mali signali (Petits signaux). La même année Nataša Bekvalac effectue sa première tournée.
Son troisième album, Stereo ljubav (Amour en stéréo), sort en 2005 et remporte un énorme succès en Serbie ; une première compilation est publiée la même année. Son quatrième album, Ne valjam (Je ne vaux rien), sort en 2010.

## Vie privée
Le 27 juillet 2006, Nataša Bekvalac s'est mariée au joueur de water-polo Danilo Ikodinović ; le couple a eu une fille prénommée Hana mais a divorcé en février 2011.  En janvier 2015, les médias ont annoncé son remariage secret avec le joueur de handball Ljuba Jovanović, ce qui a été confirmé par la chanteuse un mois plus tard.

## Discographie
- Ne brini (2001)
- Nista lično (2003)
- Stereo ljubav (2005)
- Ljubav, vera, nada (2008)
- Ne Valjam (2010)

### Singles
- Laži me (2000)
- Ne brini (2001)
- Bolja sam od nje (2001)
- Miris (2002)
- Mali signali (2002)
- Neću da se zaljubim  (2003)
- 25 (2004)
- Nikotin (2005)
- Navika (2005)
- Ponovo (2005)
- Dobro moje (2007)
- Dve pilule (2008)
- 300 stepeni (2008)
- Dve u meni (2010)
- Ne valjam (2011)
- Gospodine (en duo avec Emina Jahović) (2011)
- Šta ću ja (en duo avec Ognjan Radivojević) (2011)
- Ja sam dobro (2011)
- Pozitivna (2012)
- Sluškinja (2012)
- Gram ljubavi (avec DJ Shone) (2012)
- Kraljica novih ljubavi  (2013)
- Bolesno te volim (2013)
- Najgora (2014)
- Mogu da prođem (2014)
- Original (2015)